# ددلشتورف
ددلشتورف (به آلمانی: Dedelstorf) یک شهر در آلمان است که در گیفهورن واقع شده‌است. ددلشتورف ۱٬۵۴۵ نفر جمعیت دارد.